# Adolphe Gesché
Adolphe Gesché (Bruxelas, 25 de outubro de 1928 - 30 de novembro de 2003) foi um sacerdote e teólogo belga, professor de teologia dogmática na Faculdade de teologia da Universidade Católica de Lovaina.